# Dia de la independència

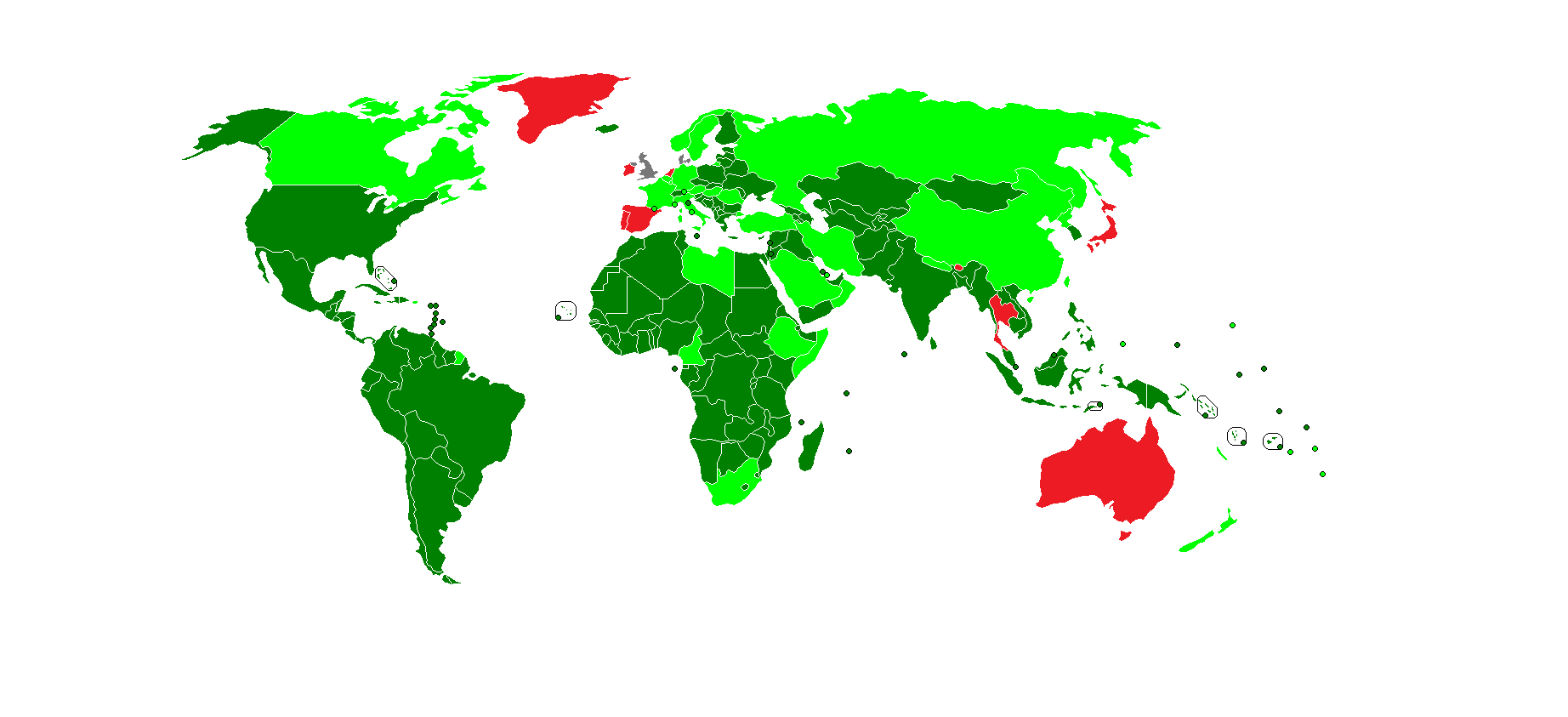
Dia Nacional, relacionat amb la independència
Dia Nacional amb una altra connotació
Sense Dia Nacional oficial

El dia de la independència és la diada que celebren molts països en l'efemèride de la proclamació de la independència nacional, de l'inici de la lluita d'alliberament o de l'assoliment de la sobirania.
Per exemple, els Estats Units celebren el seu Dia de la Independència el 4 de juliol, aniversari de la Declaració d'Independència (1776), punt d'inici de la guerra d'alliberament (1776-83).

## Llista
A continuació es detalla en una llista no exhaustiva els dies de la independència dels països arreu del món:
| País                              | Data                                                                            | Any  | Independència | Esdeveniment                                                                       |
| --------------------------------- | ------------------------------------------------------------------------------- | ---- | --- | ---------------------------------------------------------------------------------- |
| Abkhazia                          | 4 de juliol                                                                     | 1993 | Independència de facto de Geòrgia, el 1993. Oficialment declarada com a tal el 1999, el mateix dia que la declaració d'independència dels EUA, de 1776. Només parcialment reconeguda. | Fi de la Guerra d'Abkhàzia (1992-1993), també conegut com a Dia de l'Alliberament. |
| Afghanistan                       | 19 d'agost                                                                      | 1919 | Independència del domini del Regne Unit sobre els assumptes exteriors afganesos, el 1919. | Dia de la Independència de l'Afganistan                                            |
| Albania                           | 28 de novembre                                                                  | 1912 | Declarada per Ismail Qemali el 1912 i va marcar el final de cinc segles de domini otomà. | Dia de la Independència d'Albània                                                  |
| Algeria                           | 5 de juliol                                                                     | 1962 | Independència de França, el 1962. |                                                                                    |
| Angola                            | 11 de novembre                                                                  | 1975 | Independència de Portugal, el 1975. |                                                                                    |
| Antigua and Barbuda               | 1 de novembre                                                                   | 1981 | Independència del Regne Unit, el1981. |                                                                                    |
| Argentina                         | 9 de juliol                                                                     | 1816 | Declaració d'Independència de l'Imperi Espanyol, el 1816. |                                                                                    |
| Armenia                           | 28 de maig                                                                      | 1918 | Declaració d'independència de l'Imperi Otomà, el 1918. |                                                                                    |
| Armenia                           | 21 de setembre                                                                  | 1991 | Independència de la Unió Soviètica, el 1991. | Dia Nacional                                                                       |
| Austria                           | 26 d'octubre                                                                    | 1955 | Restauració de la sobirania, el 1955. | Dia Nacional                                                                       |
| Azerbaijan                        | 28 de maig                                                                      | 1918 | Independència de l'Imperi Rus, el 1918, i declaració de la República. | Dia de la República                                                                |
| Azerbaijan                        | 18 d'octubre                                                                    | 1991 | Declaració d'Independència de la Unió Soviètica, el 1991. | Dia de la Independència                                                            |
| Bahamas                           | 10 de juliol                                                                    | 1973 | Independència del Regne Unit, el 1973. |                                                                                    |
| Bahrain                           | 15 d'agost                                                                      | 1971 | Independència del Regne Unit, el 1971. | Dia de la Independència de Bahrain                                                 |
| Bangladesh                        | 26 de març                                                                      | 1971 | Declaració d'Idependència del Pakistan, cosa que va provocar una guerra de nou mesos, acabada el 16 de desembre de 1971. | Dia de la Independència de Bangladesh                                              |
| Barbados                          | 30 de novembre                                                                  | 1966 | Independència del Regne Unit, el 1966. |                                                                                    |
| Belgium                           | 21 de juliol                                                                    | 1831 | Independència dels Països Baixos (Revolució belga), el 4 d'octubre de 1830. Leopold de Saxònia-Coburg-Saalfeld jura com a primer rei dels belgues el 21 de juliol de 1831. | Dia Nacional                                                                       |
| Belize                            | 21 de setembre                                                                  | 1981 | Independència del Regne Unit, el 21 de setembre de 1981. | Celebracions de Setembre de Belize                                                 |
| Benin                             | 1 d'agost                                                                       | 1960 | Independència de França, el 1969. |                                                                                    |
| Belarus                           | 3 de juliol                                                                     | 1944 | L'alliberament de Minsk després de diversos anys d'ocupació alemanya, el 1944. |                                                                                    |
| Bolivia                           | 6 d'agost                                                                       | 1825 | Independència d'Espanya, el 1825. |                                                                                    |
| Borneo Septentrional              | 31 d'agost                                                                      | 1963 | Independència del Regne Unit, el 1963, i formació de la Federació de Malàisia amb la Federació de Malaia, Sarawak i Singapur, el 16 de setembre de 1963. Posteriorment, s'anomenaria Sabah. |                                                                                    |
| Bosnia and Herzegovina            | 1 de març                                                                       | 1992 | Independència de la República Federal Socialista de Iugoslàvia, el 1992. | Dia de la Independència de Bòsnia i Hercegovina                                    |
| Botswana                          | 30 de setembre                                                                  | 1966 | Independència del Regne Unit, el 1966. |                                                                                    |
| Brazil                            | 7 de setembre                                                                   | 1822 | Independència de Portugal, el 1822. Reconeguda el 29 d'agost de 1825. | Dia de la Independència del Brasil                                                 |
| Brunei                            | 1 de gener                                                                      | 1984 | Independència del Regne Unit, el 1984. |                                                                                    |
| Bulgaria                          | 22 de setembre                                                                  | 1908 | Independència de l'Imperi Otomà, el 1908. |                                                                                    |
| Burkina Faso                      | 5 d'agost                                                                       | 1960 | Independència de França, el 1960. |                                                                                    |
| Burundi                           | 1 de juliol                                                                     | 1962 | Independència de Bèlgica, el 1962. |                                                                                    |
| Cambodia                          | 9 de novembre                                                                   | 1953 | Independència de França, el 1953. |                                                                                    |
| Camerun                           | 1 de gener                                                                      | 1960 | Independència de França i el Regne Unit, el 1960. |                                                                                    |
| Cape Verde                        | 5 de juliol                                                                     | 1975 | Independència de Portugal, el 1975. |                                                                                    |
| Colombia                          | 20 de juliol i 7 d'agost                                                        | 1810 | Independència d'Espanya, el 1810. |                                                                                    |
| Comoros                           | 6 de juliol                                                                     | 1975 | Independència de França, el 1975. |                                                                                    |
| Korea, North                      | 9 de setembre                                                                   | 1948 | Fundació de la República Popular Democràtica de Corea (RDPC), el 1948. |                                                                                    |
| Korea, South                      | 15 d'agost                                                                      | 1945 | Independència del Japó, el 1945. Va ser declarada l'1 de març de 1919, tot i que el 15 d'agost de 1945 és oficialment el Dia de l'Alliberament de Corea, conegut com a Gwangbokjeol. | Gwangbokjeol                                                                       |
| Ivory Coast                       | 7 d'agost                                                                       | 1960 | Independència de França, el 1960. |                                                                                    |
| Costa Rica                        | 15 de setembre                                                                  | 1821 | Independència d'Espanya, el 1821. |                                                                                    |
| Croatia                           | 8 d'octubre                                                                     | 1991 | Independència de la República Federal Socialista de Iugoslàvia, el 1991. | Dia de la Independència de Croàcia                                                 |
| Cuba                              | 20 de maig                                                                      | 1902 | Independència dels Estats Units, el 1902. |                                                                                    |
| Djibouti                          | 27 de juny                                                                      | 1977 | Independència de França, el 1977. |                                                                                    |
| Dominica                          | 3 de novembre                                                                   | 1978 | Independència del Regne Unit, el 1978. |                                                                                    |
| El Salvador                       | 15 de setembre                                                                  | 1821 | Independència d'Espanya, el 1821. |                                                                                    |
| United Arab Emirates              | 2 de desembre                                                                   | 1971 | Independència del Regne Unit, el 1971. | Dia Nacional                                                                       |
| Ecuador                           | 10 d'agost                                                                      | 1809 | Proclamació d'independència d'Espanya el 10 d'agost de 1809, però intent fallit amb l'execució de tots els conspiradors del moviment, el 2 d'agost de 1810. |                                                                                    |
| Ecuador                           | 24 de maig                                                                      | 1822 | Independència finalment assolida el 24 de maig de 1822 amb la batalla del Pichincha. |                                                                                    |
| Eritrea                           | 24 de maig                                                                      | 1993 | Independència d'Etiòpia, el 1993. | Dia de la Independència d'Eritrea                                                  |
| Slovakia                          | 17 de juliol                                                                    | 1992 | Declaració d'Independència, el 1992 (només com a dia de record). Independència de iure assolida l'1 de gener de 1993, després de la dissolució de Txecoslovàquia (festa nacional). |                                                                                    |
| Slovenia                          | 26 de desembre 25 de juny                                                       | 1990 | Data de la publicació dels resultats oficials del plebiscit sobre la independència, el 1990, cosa que confirmava la secessió de la República Federal Socialista de Iugoslàvia. Declaració d'Independència de Iugoslàvia, el 1991. | Dia de la Independència i la Unitat Dia de l'Estat                                 |
| Estats Units                      | 4 de juliol                                                                     | 1776 | Declaració d'Independència del Regne de la Gran Bretanya, el 1776. | Dia de la Independència dels Estats Units d'Amèrica                                |
| Estonia                           | 24 de febrer                                                                    | 1918 | Independència de l'Imperi Rus, el 1918. |                                                                                    |
| Estonia                           | 20 d'agost                                                                      | 1991 | Independència de la Unió Soviètica, el 1991. |                                                                                    |
| Fiji                              | 10 d'octubre                                                                    | 1970 | Independència del Regne Unit, el 1970. |                                                                                    |
| Philippines                       | 12 de juny                                                                      | 1898 | Commemoració de la Declaració d'Independència de les Filipines de 1898, proclamada per Emilio Aguinaldo, durant la revolució filipina contra Espanya. La República de les Filipines va aconseguir l'autonomia dels Estats Units el 4 de juliol de 1946, i va celebrar 4 juliol com a Dia de la Independència fins a 1964. | Dia de la Independència de les Filipines                                           |
| Finland                           | 6 de desembre                                                                   | 1917 | Independència de Rússia, el 1917. Reconeguda el 4 de gener de 1918. | Dia de la Independència de Finlàndia                                               |
| Gabon                             | 17 d'agost                                                                      | 1960 | Independència de França, el 1960. |                                                                                    |
| Gambia, The                       | 18 de febrer                                                                    | 1965 | Independència del Regne Unit, el 1965. |                                                                                    |
| Geòrgia                           | 26 de maig                                                                      | 1918 | Dia de la Primera República, el 1918. |                                                                                    |
| Geòrgia                           | 9 d'abril                                                                       | 1991 | Independència de la Unió Soviètica, el 1991. |                                                                                    |
| Ghana                             | 6 de març                                                                       | 1957 | Independència del Regne Unit, el 1957. |                                                                                    |
| Greece                            | 25 de març                                                                      | 1821 | Declaració d'independència de l'Imperi Otomà, el 1821. Inici de la Guerra d'independència de Grècia. |                                                                                    |
| Grenada                           | 7 de febrer                                                                     | 1974 | Independència del Regne Unit, el 1974. |                                                                                    |
| Guatemala                         | 15 de setembre                                                                  | 1821 | Independència d'Espanya, el 1821. |                                                                                    |
| Guinea                            | 2 d'octubre                                                                     | 1958 | Independència de França, el 1958. |                                                                                    |
| Equatorial Guinea                 | 12 d'octubre                                                                    | 1968 | Independència d'Espanya, el 1968. |                                                                                    |
| Guinea Bissau                     | 24 de setembre                                                                  | 1973 | Declaració d'Independència de Portugal, el 1973. |                                                                                    |
| Guyana                            | 26 de maig                                                                      | 1966 | Independència del Regne Unit, el 1966. |                                                                                    |
| Haiti                             | 1 de gener                                                                      | 1804 | Declaració d'Independència de França, el 1804. |                                                                                    |
| Honduras                          | 15 de setembre                                                                  | 1821 | Independència d'Espanya, el 1821. |                                                                                    |
| Hungary                           | 15 de març                                                                      | 1848 | Dia commemoratiu de la Revolució hongaresa de 1848. | Dia Nacional                                                                       |
| Yemen                             | 30 de novembre                                                                  | 1967 | Declaració d'Independència del Iemen del Sud respecte al Regne Unit, el 1967. |                                                                                    |
| India                             | 15 d'agost                                                                      | 1947 | Independència del Regne Unit, el 1947. | Dia de la Independència de l'Índia                                                 |
| Indonesia                         | 17 d'agost                                                                      | 1945 | Dia de la Declaració d'Independència (Hari Proklamasi Kemerdekaan R.I.) dels Països Baixos, el 17 d'agost de 1945. Els Països Baixos van reconèixer la independència i sobirania d'Indonèsia el 1949. El govern neerlandès va reconèixer formalment l'17 d'agost 1945 com l'única veritable data de la independència d'Indonèsia, el 2008. |                                                                                    |
| Iraq                              | 3 d'octubre                                                                     | 1932 | Independència del Regne Unit, el 1932. | Dia de la Independència                                                            |
| Irlanda, República de             | 24 d'abril                                                                      | 1916 | Proclamació de la República d'Irlanda, que va iniciar l'Alçament de Pasqua el 24 d'abril de 1916. Independència del Regne Unit de la Gran Bretanya i Irlanda. |                                                                                    |
| Iceland                           | 1 de desembre                                                                   | 1918 | Independence from Kingdom of Denmark in 1918. |                                                                                    |
| Israel                            | 5 d'iar (o entre el 15 d'abril i el 15 de maig, depenent del calendari hebreu). | 1948 | Independència del Mandat Britànic de Palestina, el 14 de maig 1948 (5 del mes d'iar de 5708 en el calendari hebreu). Yom ha-Atsmaüt se celebra el dimarts, el dimecres o el dijous més proper al 5 d'iar, motiu pel qual es produeix entre el 3 i 6 d'iar de cada any, el que significa que la festa pot caure en qualsevol moment entre, i incloent, el 15 d'abril i 15 de maig d'acord amb el calendari gregorià. | Yom ha-Atsmaüt                                                                     |
| Jamaica                           | 6 d'agost                                                                       | 1962 | Independència del Regne Unit, el 1962. |                                                                                    |
| Japan                             | 28 d'abril                                                                      | 1952 | Independència dels Estats Units, el 1952. |                                                                                    |
| Jordan                            | 25 de maig                                                                      | 1946 | Independència del Regne Unit, el 1946. |                                                                                    |
| Kazakhstan                        | 16 de desembre                                                                  | 1991 | Independència de la Unió Soviètica, el 1991. |                                                                                    |
| Kenya                             | 12 de desembre                                                                  | 1963 | Independència del Regne Unit, el 1963. |                                                                                    |
| Kyrgyzstan                        | 31 d'agost                                                                      | 1991 | Independència de la URSS, el 1991. |                                                                                    |
| Kosovo, República de              | 17 de febrer                                                                    | 2008 | Independència de Sèrbia, el 2008. Parcialment reconeguda. No és membre de les Nacions Unides. |                                                                                    |
| Kuwait                            | 25 de febrer                                                                    | 1961 | Independència del Regne Unit, el 1961. |                                                                                    |
| Laos                              | 22 d'octubre                                                                    | 1953 | Independència de França, el 22 d'octubre de 1953. |                                                                                    |
| Lesotho                           | 4 d'octubre                                                                     | 1966 | Independència del Regne Unit, el 1966. |                                                                                    |
| Latvia                            | 18 de novembre                                                                  | 1918 | Independència de Rússia, el 18 de novembre de 1918. |                                                                                    |
| Latvia                            | 4 de maig                                                                       | 1990 | Recuperació de la independència de la Unió Soviètica, el 4 de maig de 1990. |                                                                                    |
| Lebanon                           | 22 de novembre                                                                  | 1943 | Independència de França, el 1943. |                                                                                    |
| Liberia                           | 26 de juliol                                                                    | 1847 | Independència de l'American Colonization Society, el 1847. |                                                                                    |
| Libya                             | 24 de desembre                                                                  | 1951 | Independència d'Itàlia, el 24 de desembre de 1951. |                                                                                    |
| Lithuania                         | 16 de febrer                                                                    | 1918 | Declaració d'Independència de l'Imperi Rus i Alemany, el febrer de 1918. |                                                                                    |
| Lithuania                         | 16 de febrer i 11 de març                                                       | 1990 | Declaració de Restabliment de l'Estat Lituà respecte la Unió Soviètica, el març de 1990. |                                                                                    |
| Madagascar                        | 26 de juny                                                                      | 1960 | Independència de França, el 1960. |                                                                                    |
| Malaya                            | 31 d'agost                                                                      | 1957 | Independència del Regne Unit, el 1957, i formació de la Federació de Malàisia amb la Federació de Malaia, Sarawak i Singapur, el 16 de setembre de 1963 | Hari Merdeka                                                                       |
| Malawi                            | 6 de juliol                                                                     | 1964 | Independència del Regne Unit, el 1964. |                                                                                    |
| Maldives                          | 26 de juliol                                                                    | 1965 | Independència del Regne Unit, el 1965. |                                                                                    |
| Mali                              | 22 de setembre                                                                  | 1960 | Independència de França, el 1960. |                                                                                    |
| Malta                             | 21 de setembre                                                                  | 1964 | Independència del Regne Unit, el 1964. | Dia de la Independència                                                            |
| Morocco                           | 18 de novembre                                                                  | 1956 | Independència de França i Espanya, el 1956. |                                                                                    |
| Mauritius                         | 12 de març                                                                      | 1968 | Independència del Regne Unit, el 1968. |                                                                                    |
| Mexico                            | 16 de setembre                                                                  | 1821 | Declaració d'Independència d'Espanya, el 1810. Reconeguda el 27 de setembre de 1821. | Grito de Dolores                                                                   |
| Moldova                           | 27 d'agost                                                                      | 1991 | Declaració Independència de la Unió Soviètica, el 1991. | Dia de la Independència                                                            |
| Mongolia                          | 29 de desembre                                                                  | 1911 | Independència de la dinastia Qing, el 1911. No obstant això, el Govern de Mongòlia establert de nou va ser massa dèbil per resistir a l'ocupació de la República de la Xina, el 1919, i de l'Exèrcit Blanc, a principis de 1921. Després d'expulsar les forces de Roman Ungern von Sternberg, es va establir oficialment un nou govern comunista l'11 de juny de 1921. |                                                                                    |
| Montenegro                        | 21 de maig                                                                      | 2006 | Independència de la unió estatal amb Sèrbia, el 2006. |                                                                                    |
| Mozambique                        | 25 de juny                                                                      | 1975 | Independència de Portugal, el 1975 |                                                                                    |
| Burma                             | 4 de gener                                                                      | 1948 | Independència del Regne Unit, el 1948. | Dia de la Independència                                                            |
| Namibia                           | 21 de març                                                                      | 1990 | Independència del mandat de Sud-àfrica, el 1990 |                                                                                    |
| Nauru                             | 31 de gener                                                                     | 1968 | Independència d'Austràlia, Nova Zelanda i el Regne Unit, el 1968. |                                                                                    |
| Nicaragua                         | 15 de setembre                                                                  | 1821 | Independència d'Espanya, el 1821. |                                                                                    |
| Niger                             | 3 d'agost                                                                       | 1960 | Independència de França, el 1960. |                                                                                    |
| Nigeria                           | 1 d'octubre                                                                     | 1960 | Independència del Regne Unit, el 1960. |                                                                                    |
| Netherlands                       | 5 de maig                                                                       | 1945 | Alliberament del Tercer Reich, el 1945. | Dia de l'Alliberament                                                              |
| Pakistan                          | 14 d'agost                                                                      | 1947 | Independència del Regne Unit, el 27 de ramadà, el 14 d'agost de 1947. | Dia de la Independència                                                            |
| Panama                            | 28 de novembre                                                                  | 1821 | Independència d'Espanya, el 1821. |                                                                                    |
| Panama                            | 3 de novembre                                                                   | 1903 | Panamà va ser membre de la Gran Colòmbia fins al 1903. El 1903 la separació de Colòmbia se celebra com un dia de festa oficial, el 3 de novembre. |                                                                                    |
| Papua New Guinea                  | 16 de setembre                                                                  | 1975 | Independència d'Austràlia, de l'antic Territori de Papua i Nova Guinea, el 1975. |                                                                                    |
| Paraguay                          | 14 de maig                                                                      | 1811 | Independència d'Espanya, el 1811. | Dia de la Independència                                                            |
| Peru                              | 28 de juliol                                                                    | 1821 | Independència d'Espanya, el 1821. | Fiestas Patrias                                                                    |
| Poland                            | 11 de novembre                                                                  | 1918 | Restauració de la independència de Polònia, el 1918, després de 123 anys de particions entre Rússia, Prússia i Àustria. | Dia de la Independència                                                            |
| Portugal                          | 1 de desembre                                                                   | 1640 | La independència original, respecte del Regne de Lleó, va ser reconeguda el 5 d'octubre de 1143. És un dia festiu a Portugal, però per una raó diferent: l'adveniment de la República, arran de la Revolució del 5 d'octubre. Cal recordar que cap d'aquests esdeveniments són similars a les declaracions o el reconeixements d'independència tal com avui són entesos, ja que són, de fet, el reconeixement del govern d'un rei. Portugal va existir com a subjecte independent abans de 1143 i durant la unió amb Espanya entre 1580 i 1640. | Restauració de la independència de la Unió Ibèrica amb Espanya, el 1640.           |
| Central African Republic          | 13 d'agost                                                                      | 1960 | Independència de França, el 1960. |                                                                                    |
| Macedònia del Nord                | 8 de setembre                                                                   | 1991 | Independència de la República Federal Socialista de Iugoslàvia, el 1991. | Dia de la Independència                                                            |
| Congo, Republic of the            | 15 d'agost                                                                      | 1960 | Independència de França, el 1960. |                                                                                    |
| Congo, Democratic Republic of the | 30 de juny                                                                      | 1960 | Independència de Bèlgica, el 1960. |                                                                                    |
| Dominican Republic                | 1 de desembre                                                                   | 1821 | Independència d'Espanya, el 1821. |                                                                                    |
| Dominican Republic                | 27 de febrer                                                                    | 1844 | Declaració d'independència d'Haití, el 1844, després de 22 anys d'ocupació. |                                                                                    |
| Czech Republic                    | 28 d'octubre                                                                    | 1918 | Com Txecoslovàquia, es va independitzar de l'Imperi Austrohongarès el 28 d'octubre de 1918. |                                                                                    |
| Czech Republic                    | 1 de gener                                                                      | 1993 | Com a República Txeca, després de la dissolució de Txecoslovàquia de 1993. |                                                                                    |
| Romania                           | 9 de maig                                                                       | 1877 | Independència de l'Imperi Otomà, el 1877. Vegeu Guerra de la Independència de Romania. |                                                                                    |
| Ruanda                            | 1 de juliol                                                                     | 1962 | Independència de Bèlgica, el 1962. |                                                                                    |
| Saint Kitts and Nevis             | 19 de setembre                                                                  | 1983 | Independència del Regne Unit, el 1983. |                                                                                    |
| Saint Vincent and the Grenadines  | 27 d'octubre                                                                    | 1979 | Independència del Regne Unit, el 1979. |                                                                                    |
| Solomon Islands                   | 7 de juliol                                                                     | 1978 | Independència del Regne Unit, el 1978. |                                                                                    |
| Samoa                             | 1 de gener                                                                      | 1962 | Independència de Nova Zelanda, el 1962. |                                                                                    |
| Saint Lucia                       | 22 de febrer                                                                    | 1979 | Independència del Regne Unit, el 1979. | Dia de la Independència                                                            |
| São Tomé and Príncipe             | 12 de juliol                                                                    | 1975 | Independència de Portugal, el 1975. |                                                                                    |
| Sarawak                           | 22 de juliol                                                                    | 1963 | Independència del Regne Unit, el 1963, i formació de la Federació de Malàisia amb la Borneo Septentrional (Sabah), la Federació de Malaia i Singapur, el 16 de setembre de 1963. |                                                                                    |
| Senegal                           | 4 d'abril                                                                       | 1960 | Independència de França, el 1960. |                                                                                    |
| Serbia                            | 15 de febrer                                                                    | 1804 | Independència de l'Imperi Otomà, el 1804. |                                                                                    |
| Seychelles                        | 29 de juny                                                                      | 1976 | Independència del Regne Unit, el 1976. |                                                                                    |
| Sierra Leone                      | 27 d'abril                                                                      | 1961 | Independència del Regne Unit, el 1961. |                                                                                    |
| Singapore                         | 9 d'agost                                                                       | 1965 | Secessió/expulsió de la ciutat estat de la Federació de Malàisia, el 1965. | Dia Nacional                                                                       |
| Syria                             | 17 d'abril                                                                      | 1946 | Fi del Mandat Francès de Síria, el 1946. | Dia de l'Evacuació                                                                 |
| Somalia                           | 1 de juliol                                                                     | 1960 | Unió del Territori Fideïcomissari de Somàlia (antiga Somàlia Italiana) i l'Estat de Somalilàndia (antiga Somàlia Britànica) per formar la República de Somàlia. | Dia de la Independència                                                            |
| Sri Lanka                         | 4 de febrer                                                                     | 1948 | Independència del Regne Unit, el 1948. | Dia de la Independència                                                            |
| South Africa                      | 11 de desembre                                                                  | 1931 | Independència del Regne Unit, el 1931. No és un dia festiu. La Unió Sud-africana es va constituir el 31 de maig de 1910 i la República de Sud-àfrica es va declarar el 31 de maig de 1961 sota un govern en minoria durant l'apartheid. Va obtenir la plena independència amb el govern amb majoria, el 1994. |                                                                                    |
| Sudan                             | 1 de gener                                                                      | 1956 | Independència d'Egipte i del Regne Unit, el 1956. |                                                                                    |
| Sudan del Sud                     | 9 de juliol                                                                     | 2011 | Independència del Sudan, el 2011. |                                                                                    |
| Suriname                          | 25 de novembre                                                                  | 1975 | Independència dels Països Baixos, el 1975. |                                                                                    |
| Sweden                            | 6 de juny                                                                       | 1523 | Celebració de l'elecció del Rei Gustau I de Suècia, el 1523, i les noves constitucions de 1809 i 1974. | Dia Nacional                                                                       |
| Switzerland                       | 1 d'agost                                                                       | 1291 | Aliança contra el Sacre Imperi Romanogermànic a 1291. | Dia Nacional                                                                       |
| Swaziland                         | 6 de setembre                                                                   | 1968 | Independència del Regne Unit, el 1968. |                                                                                    |
| Tajikistan                        | 9 de setembre                                                                   | 1991 | Independència de la Unió Soviètica, el 1991. |                                                                                    |
| Tanzania                          | 9 de desembre                                                                   | 1961 | Independència de Tanganyika respecte del Regen Unit, el 1961. |                                                                                    |
| Tibet                             | 13 de febrer                                                                    | 1913 | Independència de la Xina, el 1913. Posteriorment, l'octubre de 1950, va ser envaït i actualment resta ocupat. |                                                                                    |
| East Timor                        | 20 de maig                                                                      | 2002 | Independència de Portugal, el 2002. Timor Oriental va ser envaït per Indonèsia des de 1975 fins a 1999, tot i que oficialment mai va deixar de ser considerat com a administració de Portugal. |                                                                                    |
| Togo                              | 27 d'abril                                                                      | 1960 | Independència de França, el 1960. |                                                                                    |
| Tonga                             | 4 de juny                                                                       | 1970 | Fi del protectorat del Regne Unit, el 1970. |                                                                                    |
| Trinidad and Tobago               | 31 d'agost                                                                      | 1962 | Independència del Regne Unit, el 1962. |                                                                                    |
| Tunisia                           | 20 de març                                                                      | 1956 | Declaració d'Independència respecte de França, el 1956. |                                                                                    |
| Turkmenistan                      | 27 d'octubre                                                                    | 1991 | Declaració d'Independència respecte de la Unió Soviètica, el 1991. |                                                                                    |
| Chad                              | 11 d'agost                                                                      | 1960 | Independència de França, el 1960. |                                                                                    |
| Ukraine                           | 24 d'agost                                                                      | 1991 | Declaració d'Independència respecte de la Unió Soviètica, el 1991. | Dia de la Independència                                                            |
| Ukraine                           | 22 de gener                                                                     | 1919 | Unificació d'Ucraïna, el 22 de gener de 1919. | Dia de la Unitat                                                                   |
| Uruguay                           | 25 d'agost                                                                      | 1825 | Independència del Brasil, el 1825. |                                                                                    |
| Uzbekistan                        | 1 de setembre                                                                   | 1991 | Independència de la Unió Soviètica, el 1991. |                                                                                    |
| Vanuatu                           | 30 de juliol                                                                    | 1980 | Independència del Regne Unit i de França, el 1980. |                                                                                    |
| Venezuela                         | 5 de juliol                                                                     | 1811 | Independència d'Espanya, el 1811. |                                                                                    |
| Vietnam                           | 2 de setembre                                                                   | 1945 | Independència del Japó i de França, el 1945. | Dia de la Independència                                                            |
| Chile                             | 12 de febrer i 18 de setembre                                                   | 1810 | Independència d'Espanya, el 1810. Els xilens celebren el dia de la seva independència el 18 de setembre, data de la primera Junta de Govern. Aquesta data no va ser reconeguda fins al 25 d'abril de 1844. | Fiestas Patrias                                                                    |
| Cyprus                            | 1 d'octubre                                                                     | 1960 | Independència del Regne Unit, el 1960. | Dia de la Independència                                                            |
| Northern Cyprus                   | 2 de setembre                                                                   | 1983 | Independència de Xipre, el 1983. Només parcialment reconeguda. |                                                                                    |
| Zambia                            | 24 d'octubre                                                                    | 1964 | Independència del Regne Unit, el 1964. |                                                                                    |
| Zimbabwe                          | 18 d'abril                                                                      | 1980 | Independència del Regne Unit, el 1980. |                                                                                    |